# Lufwanyama (Distrikt)
Lufwanyama ist einer von zehn Distrikten in der Provinz Copperbelt in Sambia. Er hat eine Fläche von 11.451 km² und es leben 133.060 Menschen in ihm (2022). Hauptstadt des Distriktes ist das gleichnamige Lufwanyama. 
Der Distrikt war bis 1997 zusammen mit Masaiti und Mpongwe Teil des Ndola Rural Distrikts.

## Geografie
Der Distrikt liegt etwa 60 Kilometer westlich von Ndola, der Hauptstadt der Provinz Copperbelt, und etwa 260 Kilometer nördlich von Lusaka entfernt. Er liegt im Norden auf einer Höhe von etwa 1300 m und im Süd auf etwa 1200 m über dem Meeresspiegel. Die Ostgrenze und ein großes Stück der Südgrenze wird durch den Fluss Kafue gebildet sowie ein Stück der Südgrenze durch den Lusiwishi.
Der Distrikt grenzt im Norden an die Distrikte Chingola und Kalulushi, Im Osten an Kitwe und  Luanshya, im Süden an den Distrikt Mpongwe, und im Westen an die Distrikte Solwezi und Mushindamo in der Nordwestprovinz.

## Wirtschaft
Lufwanyama ist ein ländlicher Distrikt, geprägt vom Oberlauf des Kafue und seinen Nebenflüssen Lusiwishi und Lufwanyama, die in die Lukangasümpfe übergehen. Seine nördliche Hälfte ist ein großes, zusammenhängendes Waldgebiet. Seine Böden gelten als wenig fruchtbar, das Gebiet als sehr arm und unzugänglich. Es gibt nur ganz vereinzelt kleine Entwicklungshilfeprojekte. Insgesamt ähnelt er in Struktur und Einkommen eher einem Distrikt in der Nordprovinz als dem Copperbelt. Trotzdem bauen Projekte Orangen, Mais, Bananen, Kartoffeln und Gemüse an. Eine Datenerhebung für USAID 2002 nennt Mais, Süßkartoffeln, Hirse, Imkerei, Fischerei, Bierbrauen, alles im Subsistenzbereich. Eine Studie ded Zambia Vulnerability Assessment Committee vermerkt für das Jahr 2005, dass die Größe der Viehherde und des bebauten Ackers die Indikatoren für Wohlstand seien, doch 50 Prozent unter der Armutsgrenze leben, also nicht das Getreide für den eigenen Jahresbedarf an Lebensmitteln ernteten, 30 Prozent bildeten das mittlere Einkommensfeld und 20 Prozent gehe es recht gut. Als Gründe hierfür werden zu geringe Niederschläge, zu wenig Wasser und zu seltene Verkäufe genannt. Die einzigen zugänglichen Märkte sind die von Kitwe und Kalulushi jenseits der Ostgrenze des Distrikts.
68 Kilometer westlich von Kalulushi werden von Grizzly Mining Limited mit 350 Arbeitern in großem Umfang Edelsteine gefördert.

## Infrastruktur
Durch den Distrikt führt die Straße Kitwe–Kasempa. Es gibt nur wenige andere Straßen im Distrikt. Das wichtigste Transportmittel ist das Fahrrad. Lufwanyama hat Grund- und Sekundarschulen. Es gibt nur wenige, sehr kleine Krankenhäuser und ländliche Gesundheitsstationen. Es gibt weder Elektrizität noch Wasserleitungen.

## Bevölkerung
Die Ethnien in diesen Distrikt sind Chilamba, Chilima, Chichokwe, Chokwe, Kaonde, Kikaonde, Lamba und Lima.